# Célula M
As células M (M de microfold, microprega em inglês) ou células microfenestradas são enterócitos modificados localizados no tecido linfoide associado à mucosa e nas placas de Peyer no íleo. Participam do sistema imune através do carregamento de partículas estranhas (antígenos) do lúmen intestinal até centros germinativos subjacentes. Para que ocorra esse transporte, essas células possuem micropregas na superfície apical e uma lâmina basal descontínua com invaginações em sua superfície por onde passam os antígenos. Essas características diferenciam as células M do restante do epitélio intestinal, já que os enterócitos apresentam em sua superfície microvilosidades.

## Função
As células M através da endocitose ou fagocitose seletiva capturam antígenos para seu interior. Após, as partículas passam pelo processo de transcitose, onde são englobadas em vesículas e liberadas na região da cúpula subendotelial, entre a superfície epitelial e os folículos de células B, nessa região encontram-se células dendríticas, linfócitos B e linfócitos T. As células dendríticas ao entrarem em contato com o material estranho, o captura e processa. Após o processamento, as células dendríticas migram para a região dos linfócitos T ou entram na circulação linfática e apresentam os antígenos para as células T virgens, gerando uma reposta do sistema imune adaptativo. As células T participam da ativação de células B, encontradas nos centros germinativos, e são responsáveis pela mudança de isotipo de linfócitos B, que passam a secretar, principalmente, IgA. A imunoglobulina A é o anticorpo mais abundante nas mucosas e constitui importante papel na proteção de infeções que se disseminam através da via gastrointestinal. 